# XXIX Batalion Saperów
XXIX batalion saperów (XXIX bsap)  – pododdział saperów  Wojska Polskiego w II Rzeczypospolitej.

## Historia batalionu
18 czerwca 1921 na Marymoncie w Warszawie zostało sformowane Dowództwo XXIX batalionu saperów. Na stanowisko dowódcy batalionu został wyznaczony kapitan Tadeusz Wasilewski, a następnie major Jabłoński. 16 lipca 1921 dowództwo XXIX bsap przybyło do Wilna i zostało włączone w skład 3 pułku saperów.
3 kompania XXIX bsap.
Kompania została sformowana jako 3/1 batalionu saperów w Warszawie na Marymoncie. Formowanie kompanii przeprowadził podchorąży Węgliński. Dnia 8 lipca 1920 kompania odjechała do Włodawy, gdzie fortyfikowała przyczółek mostowy nad Bugiem. Następnie budowała umocnienia na obu brzegach Wisły w Puławach. Dnia 9 września dowództwo kompanii objął porucznik Openchowski. Po zawieszeniu broni kompanii odjechała do Warszawy, do koszar na Cytadeli. Dnia 8 marca 1921 kompanie oddano do dyspozycji1 Dywizji Piechoty Legionów pod Mołodeczno. W dniu 25 lipca została kompania wcielona do XXIX batalionu saperów, jako 1 kompania. Po przybyciu do Wilna kompania wyruszyła na prace fortyfikacyjne do Wierszuliszek i jesienią powróciła do pułku na stałe.
W końcu lipca 1921 do garnizonu przybyły kompanie, które miały tworzyć XXIX batalion saperów. Do batalionu zostały wcielone: 4-a kompania 1 batalionu saperów, jako 2-a kompania, i 2-a kompania XIX batalionu saperów jako 1-a, których dzieje wojenne zostały już podane poprzednio. W skład batalionu wchodziła czasowo jeszcze "5-a kompania I batalionu saperów, przeniesiona następnie do XIX batalionu. Ta sformowana 1 kompania przez podchorążego Węglińskiego w czerwcu 1920 podczas odwrotu i kontrofensywy pracowała nad ufortyfikowaniem linii Bugu i Wisły.
W 1929, w związku z wprowadzeniem nowej organizacji pokojowej saperów, 3 pułk Saperów Wileńskich został przeformowany w 3 batalion Saperów Wileńskich, a XXIX bsap został rozwiązany.

## Żołnierze batalionu
Dowódcy batalionu
- kpt. Tadeusz Wasilewski
- mjr Jabłoński
- mjr Zygmunt Mieczysław Górka (do VI 1925[4])

Oficerowie
- kpt. Bohdan Chojnowski – dowódca 1 kompanii
- kpt. Teodor Leon Zaniewski – dowódca 2 kompanii